# Blagoevo (distrikt i Veliko Tărnovo)
Blagoevo (bulgariska: Благоево) är ett distrikt i Bulgarien.   Det ligger i kommunen Obsjtina Strazjitsa och regionen Veliko Tărnovo, i den centrala delen av landet, 220 kilometer öster om huvudstaden Sofia.